# Aizuwakamatsu
Aizuwakamatsu (japanska: 会津若松市 ?, Aizuwakamatsu-shi) är en stad i Fukushima prefektur i Japan. Staden fick stadsrättigheter 1899. 
Staden hette tidigare Wakamatsu. 1955 fick den det nuvarande namnet Aizuwakamatsu.
Staden är centralort för den västra delen av Fukushima prefektur.